# Fryeburg
Fryeburg és una població dels Estats Units a l'estat de Maine (EUA). Segons el cens del 2000 tenia 3.083 habitants.

## Demografia
Segons el cens del 2000, Fryeburg tenia 3.083 habitants, 1.245 habitatges, i 841 famílies. La densitat de població era de 20,4 habitants/km².
Dels 1.245 habitatges en un 30,7% hi vivien nens de menys de 18 anys, en un 54,6% hi vivien parelles casades, en un 9,1% dones solteres, i en un 32,4% no eren unitats familiars. En el 27% dels habitatges hi vivien persones soles l'11,4% de les quals corresponia a persones de 65 anys o més que vivien soles. El nombre mitjà de persones vivint en cada habitatge era de 2,4 i el nombre mitjà de persones que vivien en cada família era de 2,9.
Per edats la població es repartia de la següent manera: un 23,5% tenia menys de 18 anys, un 6,5% entre 18 i 24, un 26% entre 25 i 44, un 28,3% de 45 a 60 i un 15,7% 65 anys o més.
L'edat mediana era de 42 anys. Per cada 100 dones de 18 o més anys hi havia 89,6 homes.
La renda mediana per habitatge era de 34.333 $ i la renda mediana per família de 40.128 $. Els homes tenien una renda mediana de 26.469 $ mentre que les dones 20.486 $. La renda per capita de la població era de 18.658 $. Entorn del 9,7% de les famílies i l'11,6% de la població estaven per davall del llindar de pobresa.